# Kurt Magritz
Kurt Magritz (* 13. November 1909 in Johanngeorgenstadt; † 15. Juni 1992 in Berlin) war ein deutscher Architekt, Maler und Grafiker.

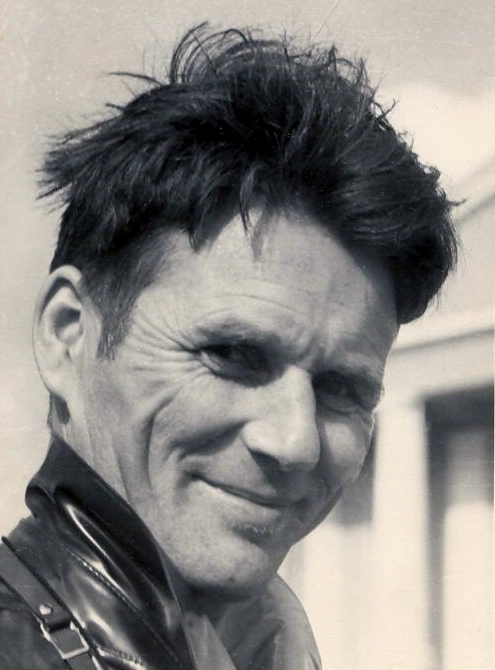
Kurt Magritz 1969

## Leben
Der Sohn des Zollinspektors Rudolf Magritz wurde im sächsischen Erzgebirge geboren und wuchs in Dresden auf, wohin sein Vater bald nach der Geburt versetzt wurde. Magritz studierte von 1928 bis 1935 Architektur in Dresden und Berlin. 1933 heiratete er die Schauspielerin Hannelore Korb-Deutsch; im gleichen Jahr unternahmen beide einen Emigrationsversuch. 1935 beendete er in Dresden sein Architekturstudium. Unter großen Gefahren überlebten sie die Zeit des Nationalsozialismus. Von 1935 bis 1945 war Kurt Magritz bei dem Dresdner Bauunternehmen Bruno Kost als Statiker und Konstrukteur angestellt. Während der Luftangriffe auf Dresden am 13. Februar 1945 wurden viele seiner frühen künstlerischen Werke vernichtet. Kurz darauf wurde er an die Front geschickt. Nach dem Krieg engagierte er sich in Bernsbach (Kreis Schwarzenberg) in einem antifaschistischen Komitee, wurde in Dresden Mitbegründer des Freien Deutschen Kulturbundes Land Sachsen und trat Ende 1945 der KPD (ab der Zwangsvereinigung von SPD und KPD 1946 SED) bei. 1946 wurde er Dozent an der Akademie für Graphik und Buchkunst in Leipzig und im Jahr darauf dort zum Professor berufen. 1950 bis 1954 war er in Berlin Redakteur der Illustrierten Rundschau. Anfang der 1950er Jahre kritisierte Magritz in scharfer Form das Werk von Ernst Barlach, dem er nihilistische und formalistische Tendenzen vorwarf. Von 1952 bis 1961 war er Chefredakteur der in der DDR erschienenen Zeitschrift Deutsche Architektur. 1952 war er zum Korrespondierenden Mitglied der Deutschen Bauakademie berufen worden, an die er 1961 hauptberuflich wechselte und wo er bis 1974 arbeitete. In den 1970er und 1980er Jahren verlegte er seine künstlerische Arbeit nach Finkenkrug / Falkensee.
Als IM „Hansen“ war Magritz um 1958/59 für die HV A tätig. Seine Aufgabe war es, in die Schweiz zu reisen und als Kurier geheime Informationen von einer Sekretärin im Bundeskanzleramt entgegenzunehmen, die glaubte, für den KGB tätig zu sein.
Kurt Magritz griff als Maler und Grafiker den sozial orientierten Expressionismus einer Käthe Kollwitz auf und schuf in den Jahren 1932 bis 1945 ein gegen Faschismus, Judenverfolgung und Krieg gerichtetes Œuvre. Zu seinem Werk als freischaffender Künstler zählen Linol- und Holzschnitte, Federzeichnungen, Pastelle und Aquarelle, Ölmalereien und Glasfensterentwürfe. Werke von ihm befinden sich u. a. im Museum der bildenden Künste Leipzig, dem  Museum Junge Kunst in Frankfurt (Oder), der Eremitage Sankt Petersburg, der Universität Tartu und dem Deutschen Historischen Museum in Berlin.
Die Grabstätte Magritz’  befindet sich in der Kastanienallee auf dem Zentralfriedhof Friedrichsfelde.
Im Jahr 2021 übergab die Kunsthistorikerin Maria Rüger 45 Arbeiten ihres Vaters an die Städtische Galerie Dresden. Nun schließt sich der Kreis, denn viele von diesen Werken sind in Dresden entstanden.

## Werk (Auswahl)

### Gemälde und Grafiken
- 1932 graphischer Zyklus Revolution (Straßenkampf, Demonstration, Meeting).
- 1933–1945 In den düsteren Jahren, graphische Arbeiten wie: Tretmühle, Klagende Frauen (1933), Henkerskarren (1934), Denk ich an Deutschland in der Nacht, Es packt Euch alle noch!, Jüdisches Leid (1935), Die Nacht und ihre Kinder (1936), Schrei, Wie lange sollen wir das Kreuz noch tragen! (1937), Krieg (1939), Darum will ich Euch aus diesem Lande stoßen... (1943), Denn wir werden ihre Städte verderben, Grabmal der Mutter, In Memoriam Käthe Kollwitz (1944).
- 1945–1947 Federzeichnungen wie Dämonen der Vernichtung und Zu Rainer Maria Rilkes Duineser Elegien (1946).
- 1946–1949 Pastelle und Ölbilder wie Sie kamen aus dem Dunklen, Zur Französischen Revolution und Spanische Vision: Barrikade.
- 1965/1966 Requiem für Hannelore, Linolschnitt-Zyklus (großformatig: 75 × 126 cm).
- 1968/1972 Dresdner Elegie, im Gedenken an die bei der Bombardierung getöteten Frauen, Linolschnitt-Zyklus (großformatig: 78 × 182 cm).
- 1969/1980 Feuer am Himmel, Apokalypse, Heimkehr der Toten, Im Gedenken an den Krieg (Öl- und Acrylmalerei).
- 1976/1978 großformatige Collagebilder (ca. 180 × 100 cm): Sehnsucht, Abschied.

### Schriften
- Gedichte. Satz und Druck in den Werkstätten der Akademie für Graphik und Buchkunst, Leipzig 1949.
- Die Tragödie der Architektur in Westdeutschland. In: Deutsche Bauakademie (Hrsg.): Deutsche Architektur. Kultur und Fortschritt, Berlin 1952, S. 15–28.
- (mit Kurt Liebknecht): Das große Vorbild und der sozialistische Realismus. Kultur und Fortschritt, Berlin 1952.
- Leonardo da Vinci (1452-1519). Mit einer Einführung von Kurt Magritz. Verlag E. A. Seemann, Leipzig 1952.

## Ausstellungen (unvollständig)

### Einzelausstellungen
- 1967: Dresden, Albertinum („Kurt Magritz in den düsteren Jahren. Graphik und Zeichnungen. 1933 - 1945.“)
- 1978: Berlin, Märkisches Museum (Zeichnung, Druckgraphik, Malerei)

### Ausstellungsbeteiligungen in der Ostzone bzw. der DDR.
- 1946: Leipzig, Heimatmuseum, Leipziger Kunstausstellung
- 1947: Leipzig, Erste Leipziger Grafikschau
- 1948: Chemnitz, Galerie Gerstenberger
- 1948: Leipzig, Museum der bildenden Künste („Leipziger Kunstausstellung 1948“)[4]
- 1949: Dresden, 2. Deutsche Kunstausstellung
- 1975: Berlin, Altes Museum („In Freundschaft verbunden“)
- 1978: Berlin, Nationalgalerie („Revolution und Realismus“)
- 1981: Dresden („25 Jahre NVA“)
- 1984: Leipzig, Museum der bildenden Künste („Kunst in Leipzig 1949 -1984“)
- 1986: Leipzig, Museum der Bildenden Künste („Worin unsere Stärke besteht“)